# La Verpillière

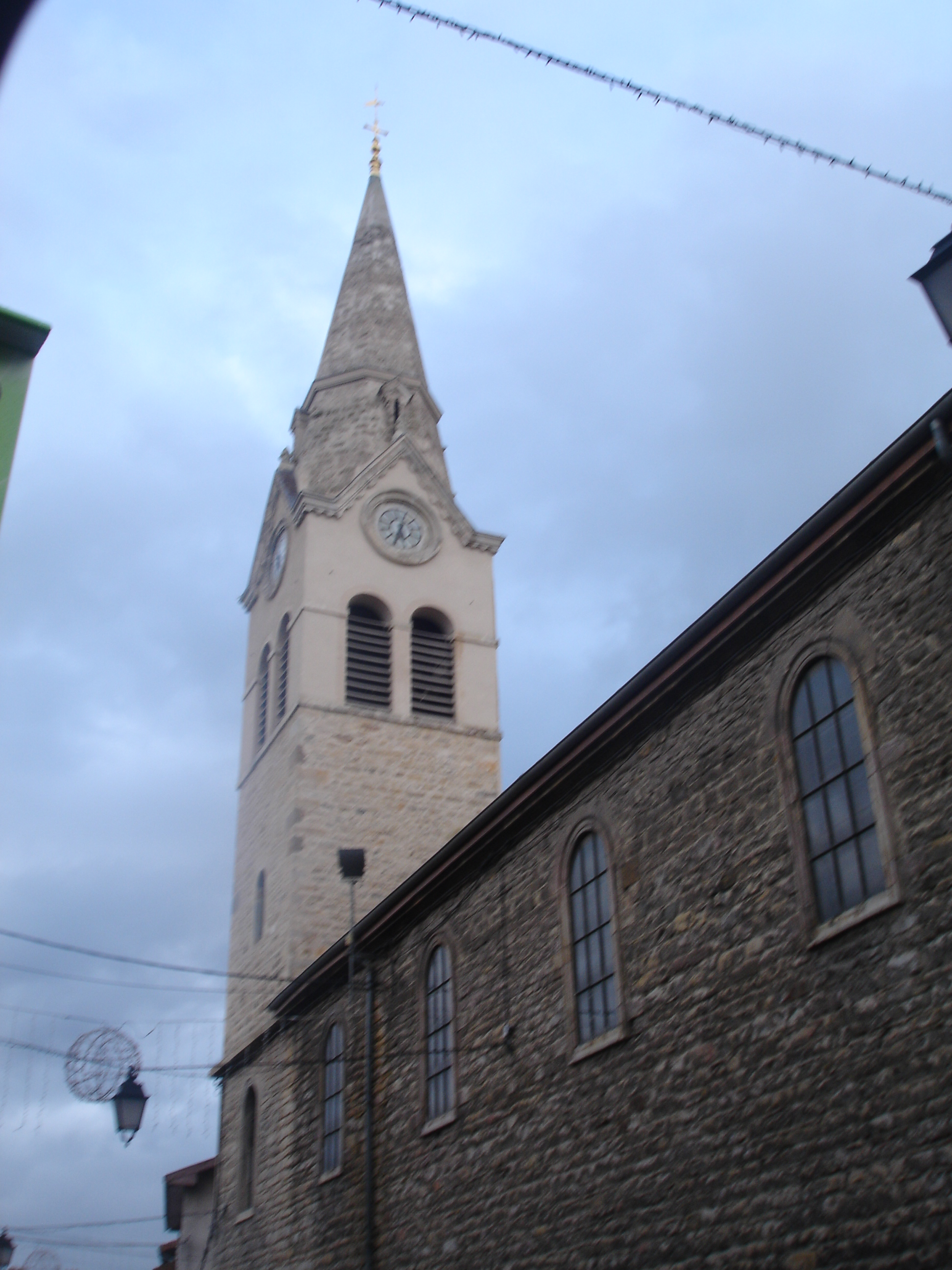
Kościół w La Verpillière, 2010

La Verpillière – miejscowość i gmina we Francji, w regionie Owernia-Rodan-Alpy, w departamencie Isère.
Według danych na rok 1990 gminę zamieszkiwało 5595 osób, a gęstość zaludnienia wynosiła 843 os./km² (wśród 2880 gmin regionu Rodan-Alpy La Verpillière plasuje się na 154. miejscu pod względem liczby ludności, natomiast pod względem powierzchni na miejscu 1387.).